# Euphorbia mainty
Euphorbia mainty là một loài thực vật thuộc họ Euphorbiaceae. Đây là loài đặc hữu của Madagascar. Môi trường sống tự nhiên của chúng là rừng khô nhiệt đới hoặc cận nhiệt đới và vùng cây bụi khô khu vực nhiệt đới hoặc cận nhiệt đới. Chúng hiện đang bị đe dọa vì mất môi trường sống.